# Jerzy Antoszewicz
Jerzy Cezary Antoszewicz przybrane nazwiska: Jerzy Kosiński, Jerzy Missuna, Jan Zakrzewski, Jerzy Zieliński, ps. „Iwo”, „Olszyna”, „Jerzy Olszyna” (ur. 25 lutego 1899 w Warszawie, zm. 1 listopada 1955 w Rycicach) – major artylerii Wojska Polskiego.

## Życiorys
Urodził się 25 lutego 1899 w Warszawie, w rodzinie Stanisława (zm. 1913), urzędnika kolejowego, i Wandy z domu Markert (zm. 1903). Ukończył w 1913 w Warszawie 6-klasową Szkołę Techniczną Kolejową i kontynuował naukę w Szkole Inżynierskiej im. Hipolita Wawelberga i Stanisława Rotwanda.
Służył od czerwca 1915 w stopniu szeregowego w 2 pułku piechoty Legionów Polskich. Komendant posterunku werbunkowego w Końskich od grudnia 1916, a następnie dowodził od czerwca 1917 plutonem na kursie wyszkoleniowym w Zambrowie. Dowódca sekcji w 2 pp II Brygady Polskiego Korpusu Posiłkowego po kryzysie przysięgowym (lipiec), a od lutego 1918 był kurierem i wywiadowcą II Korpusu Polskiego na Wschodzie.
Od października brał udział w obronie Lwowa jako dowódca plutonu ciężkich karabinów maszynowych, a od stycznia 1919 dowódca plutonu w kompanii karabinów maszynowych 1 pułku Strzelców Lwowskich. Dowodził również w 38 pułku piechoty od października 1919 do października 1921 kompanią karabinów maszynowych. Od sierpnia do września 1920 ukończył kurs karabinów maszynowych, w lutym i marcu 1921 kurs informacyjny dla oficerów sztabowych przy DOK Lwów i w sierpniu oraz październiku 1921 kurs przeszkolenia dla dowódców kompanii przy DOK Lwów. Adiutant od października 1921 III batalionu 38 pp. Przeniesiony został do rezerwy armii w lutym 1922, a od maja dowodził 1. kompanią 9 batalionu Straży Granicznej w Smołwach. Przeniesiony do rezerwy w listopadzie 1923, a w czerwcu 1924 powołany został czasowo do służby czynnej i w 24 pułku artylerii polowej mianowany młodszym oficerem baterii. Ukończył w Toruniu Szkołę Młodszych Oficerów Artylerii (marzec-grudzień 1925) i powrócił do 24 pap na stanowisko młodszego oficera baterii. Później był pełniącym obowiązki dowódcy baterii i od marca 1930 dowodził baterią. W Centrum Wyszkolenia Piechoty w Rembertowie był od kwietnia 1931 oficerem zwiadowczym dywizjonu manewrowego artylerii. W sierpniu został przeniesiony do Szkoły Podoficerów Zawodowych Artylerii w Centrum Wyszkolenia Artylerii w Toruniu, gdzie był kolejno: oficerem-instruktorem, od stycznia 1932 adiutantem szkoły, a od marca oficerem-instruktorem baterii szkolnej. Z dniem 30 września 1932 przeniesiony w stan spoczynku.
Referent wojskowy w Urzędzie Wojewódzkim w Lublinie od 1933, a od 1935 pełnił obowiązki kierownika działu osobowego w Dyrekcji Okręgu Poczt i Telegrafów we Lwowie. Walczył w kampanii wrześniowej w obronie Lwowa w szeregach batalionu Obrony Narodowej. Kiedy 22 września Lwów zajęła Armia Czerwona, wówczas od 26 września uczestniczył w organizowaniu konspiracji. Około 1 października przybył do Francji do Paryża. Zgłosił się w grudniu 1939 do KG ZWZ w Paryżu, a 28 grudnia został przez pułkownika Henryka Bagińskiego zaprzysiężony na rotę Związku Walki Zbrojnej. Następnie był przydzielony do 2 pułku artylerii lekkiej, a 20 maja 1940 wysłany został z Angers do Lwowa jako kurier. Po 25 maja wyruszył z Angers używając dokumentów na nazwisko Jerzy Missuna i pseudonimu „Jerzy Olszyna”. Przybył do Warszawy około 15 czerwca 1940 i tutaj został zatrzymany przez generała Stefana Roweckiego, który regulował również sprawy Obszaru Nr 3 ZWZ we Lwowie. Mieszkał w Warszawie przy ul. Filtrowej 65 jako sublokator Heleny Zieleniewskiej. Szef Biura Personalnego w Oddziale I KG ZWZ-AK od lipca 1940 i występował pod pseudonimem „Iwo”. Z Warszawy wyjechał 23 października 1940 razem z pułkownikiem Leopoldem Okulickim. Był ranny i ze złamaną nogą powrócił do Warszawy na poprzednie stanowisko. Antoszewicz przekazywał między innymi żołnierzy do „Wachlarza”. W maju 1942 przekazał funkcję szefa Biura Personalnego podpułkownikowi Stanisławowi Juszczakiewiczowi „Kubie”. Pod dotychczasowym pseudonimem „Iwo” był od kwietnia 1943 szefem Wydziału I Organizacyjnego sztabu Komendy Okręgu Lublin AK.
W marcu 1944 został aresztowany przez Gestapo, a zwolniony został na początku lipca i powrócił do Warszawy, gdzie używał wówczas dokumentów na nazwisko Jan Zakrzewski. Dowodził w czasie powstania warszawskiego sformowanym przez siebie batalionem „Iwo” w rejonie ul. Kruczej. Dowodzony przez niego oddział po utworzeniu 20 września 1944 Warszawskiego Korpusu AK wszedł w skład 72 pułku piechoty 28 Dywizji Piechoty Armii Krajowej im. Stefana Okrzei.
Pod nazwiskiem Jan Zakrzewski przebywał po kapitulacji oddziałów powstańczych w niemieckich obozach kolejno: stalagu w Sandbostel i Oflagu VII A Murnau, z którego 29 kwietnia 1945 został uwolniony przez oddziały amerykańskie i w czerwcu przybył do Londynu. W sierpniu 1945 przydzielony do Centrum Wyszkolenia Artylerii. Wyjechał we wrześniu z Wielkiej Brytanii jako kurier Naczelnego Wodza generała Tadeusza Komorowskiego do prezesa ZG „WiN” pułkownika Jana Rzepeckiego i przez Paryż-Meppen-Monachium-Pilzno 4 października 1945 przybył do Polski zatrzymując się u rodziny we Wrzeszczu. Przyjechał wówczas mając dokumenty na nazwisko Jan Zakrzewski, ale w październiku na rodowe nazwisko wyrobił sobie fałszywe dokumenty. W Warszawie w dniu 2 listopada 1945 został aresztowany w „kotle” w mieszkaniu kapitana Emilii Malessy „Marcysi” i przewieziony do więzienia mokotowskiego. W procesie pierwszego ZG „WiN” zeznawał 23 stycznia 1947 jako świadek. Wyrokiem Wojskowego Sądu Rejonowego w Warszawie z 17 marca został skazany z różnych artykułów na: 8 lat więzienia, na karę śmierci, na 4 lata więzienia i na rok więzienia. Wyrok łączny: kara śmierci. 21 kwietnia 1947 Najwyższy Sąd Wojskowy odrzucił rewizję obrońcy i utrzymał w mocy karę śmierci, ale decyzją z 29 kwietnia prezydent Rzeczypospolitej Polskiej Bolesław Bierut zamienił ją na karę dożywotniego więzienia. Odbywał ją od czerwca 1947 w więzieniu we Wronkach, gdzie zapadł na gruźlicę płuc. 4 listopada 1954 z uwagi na stan zdrowia Wojskowy Sąd Rejonowy w Warszawie udzielił mu rocznej przerwy w odbywaniu kary. 9 listopada został zwolniony z więzienia i zaczął się leczyć w Instytucie Gruźlicy w Warszawie, a następnie od stycznia do marca 1955 w Państwowym Sanatorium Przeciwgruźliczym w Otwocku.
Zmuszony do pracy zarobkowej przez niezwykle trudne warunki materialne. Zatrudniony był od maja w ZZG, początkowo jako brakarz w Oddziale Produkcji Nr 4, a od sierpnia 1955 referent administracyjny w Centrali Przemysłowo-Handlowej „Veritas”. Mieszkał w tym czasie w Józefowie k. Otwocka, a później w pobliskich Rycicach, gdzie zmarł 1 listopada 1955 na zawał serca. Pochowany na cmentarzau Powązkowskim w Warszawie (kwatera pod murem V-1-62).
14 października 1955 na krótko przed jego śmiercią Rada Państwa złagodziła mu karę do 10 lat więzienia, a 27 października 1955 Wojskowy Sąd Garnizonowy w Warszawie udzielił mu dalszej rocznej przerwy w odbywaniu kary. Po jego śmierci 27 lutego 1957 Najwyższy Sąd Wojskowy uwzględniając wniosek rewizyjny Naczelnego Prokuratora Wojskowego utrzymał w mocy jedynie wyrok 4 lat więzienia z czego wynika, że przebywał w więzieniu o 5 lat za długo.
Żonaty od 1933 z Natalią z domu Missuna (1901–1973), siostrzenicą Stefana Ossowieckiego, miał córkę Wandę (ur. 1936) zamężną Kemilew, zamieszkałą w Warszawie. 

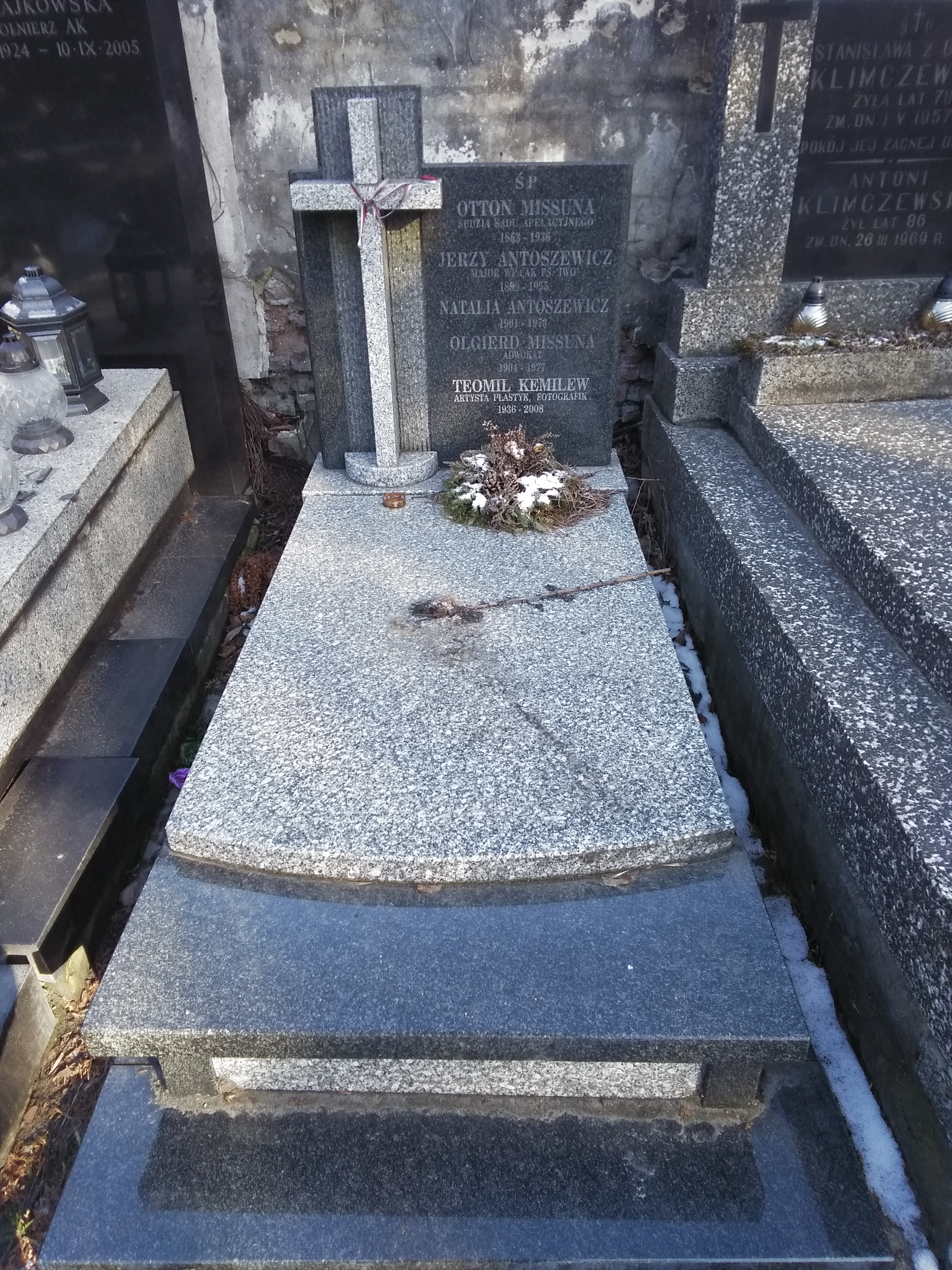
Grób Jerzego Antoszewicza na cmentarzu Powązkowskim

## Ordery i odznaczenia
- Krzyż Niepodległości (17 września 1932)[9]
- Krzyż Walecznych (czterokrotnie w 1921[10], po raz piąty we wrześniu 1944)
- Złoty Krzyż Zasługi z Mieczami (rozkaz Dowódcy AK L.502 z 2 października 1944)
- Srebrny Krzyż Zasługi (10 listopada 1928)[11]